# Campeonato Paranaense Segunda Divisão 2017
In 2017 werd het 53ste Campeonato Paranaense Segunda Divisão gespeeld voor voetbalclubs uit de Braziliaanse staat Paraná. De competitie werd georganiseerd door de FPF en werd gespeeld van 19 maart tot 16 juli. Maringá werd kampioen. 

## Eerste fase
| Plaats | Clu                  | Wed. | W | G | V | Saldo | Ptn. |
| ------ | -------------------- | ---- | - | - | - | ----- | ---- |
| 1.     | Operário Ferroviário | 9    | 8 | 1 | 0 | 19:1  | 25   |
| 2.     | Maringá              | 9    | 6 | 2 | 1 | 15:3  | 20   |
| 3.     | Paranavaí            | 9    | 6 | 2 | 1 | 17:6  | 20   |
| 4.     | Iraty                | 9    | 4 | 2 | 3 | 12:10 | 14   |
| 5.     | União                | 9    | 4 | 2 | 3 | 8:10  | 14   |
| 6.     | Cascavel CR          | 9    | 2 | 2 | 5 | 10:9  | 8    |
| 7.     | Andraus              | 9    | 2 | 2 | 5 | 10:17 | 8    |
| 8.     | Portuguesa           | 9    | 2 | 2 | 5 | 8:20  | 8    |
| 9.     | Grêmio Maringá       | 9    | 2 | 1 | 6 | 7:14  | 7    |
| 10.    | Apucarana Sports     | 9    | 1 | 0 | 8 | 5:21  | 3    |

|  | Geplaatst voor tweede fase       |
|  | Degradatie naar Terceira Divisão |

## Tweede fase

### Groep 1
| Plaats | Clu                  | Wed. | W | G | V | Saldo | Ptn. |
| ------ | -------------------- | ---- | - | - | - | ----- | ---- |
| 1.     | União                | 6    | 4 | 2 | 0 | 7:2   | 14   |
| 2.     | Iraty                | 6    | 3 | 2 | 1 | 13:5  | 11   |
| 3.     | Operário Ferroviário | 6    | 1 | 3 | 2 | 8:8   | 6    |
| 4.     | Portuguesa           | 6    | 0 | 1 | 5 | 2:15  | 1    |

|  | Geplaatst voor finale en promotie naar Campeonato Paranaense 2018 |

### Groep 2
| Plaats | Clu         | Wed. | W | G | V | Saldo | Ptn. |
| ------ | ----------- | ---- | - | - | - | ----- | ---- |
| 1.     | Maringá     | 6    | 4 | 1 | 1 | 11:3  | 13   |
| 2.     | Paranavaí   | 6    | 3 | 2 | 1 | 7:5   | 11   |
| 3.     | Cascavel CR | 6    | 2 | 1 | 3 | 6:8   | 7    |
| 4.     | Andraus     | 6    | 1 | 0 | 5 | 3:11  | 3    |

|  | Geplaatst voor finale en promotie naar Campeonato Paranaense 2018 |

## Finale
|               |                                    |       |              |                                                        |
| 12 juli 20:15 | União                              | 2 – 1 | Maringá      | Estádio Anilado, Francisco Beltrão Toeschouwers: 1.808 |
| 12 juli 20:15 | Rosseto 54' Matheus Fornazzari 65' |       | 26' Fabrício | Estádio Anilado, Francisco Beltrão Toeschouwers: 1.808 |

| União | Maringá |

|               |                        |       |       |                                                    |
| 16 juli 15:30 | Maringá                | 2 – 0 | União | Estádio Willie Davids, Maringá Toeschouwers: 2.797 |
| 16 juli 15:30 | Anderson 06' Ítalo 46' |       |       | Estádio Willie Davids, Maringá Toeschouwers: 2.797 |

| Maringá | União |

## Kampioen
| Campeonato Paranaense Segunda Divisão 2017 |
| Paraná                                     |
| ------------------------------------------ |
| MARINGÁ Kampioen (2° titel)                |